# Ozias M. Hatch
Pour les articles homonymes, voir Hatch.
Ozias Mather Hatch (né le 11 avril 1814, mort le 12 mars 1893) était un homme politique américain. Il fut le 13e Secrétaire d'État de l'Illinois, sous les mandats de William Henry Bissell, John Wood, et Richard Yates, Sr. Durant le mandat de Wood, Hatch tint la plupart des fonctions de Gouverneur de l'Illinois.

## Biographie
Ozias Mather Hatch est né à Hillsborough (New Hampshire), le 11 avril 1814, fils du Dr. Reuben et d'Ann Hatch,. Il était le troisième de huit fils et trois filles. Son père, un médecin du New Hampshire depuis trente ans, voulait faire entrer le jeune Ozias dans la profession médicale comme lui, mais Ozias opta pour chercher un travail dans le commerce et quitta la maison pour Boston à l'âge de 15 ans,. Là, il travailla dans une épicerie comme vendeur pendant sept années. En 1836, il rejoignit sa famille à Griggsville. Il prit comme partenaire son frère Isaac et David Hoyt, ouvrant ainsi le magasin de marchandises Isaac A. Hatc & Co. Le magasin fut fermé en conséquence de la panique de 1837.
Hatch ouvrit son propre magasin avec Solomon Mc Neil nommé McNeil & Hatch à Pittsfield (Illinois). Il s'en occupa avec lui jusqu'à 1841, date à laquelle il se retira pour accepter un poste à la cour du comté de Pike. Il servit à la cour sous Samuel D. Lockwood (en) pendant sept années. Après cela, il rejoignit son frère R. B. pour former R. B. & Hatch & Co. à Merediosa. En 1851, il fut élu à la Chambre des représentants de l'Illinois, pour un mandat de deux ans. Peu après la formation du parti républicain, Hatch fut nommé secrétaire d'État de l'Illinois pour ses positions abolitionnistes. Il fut élu en 1856 avec un écart significatif, durant le mandat de William Henry Bissell.
Bissel meurt en 1860, et le lieutenant-gouverneur de l'Illinois John Wood devient le nouveau gouverneur. Toutefois, Wood avait des intérêts financiers à Quincy, et passa peu de temps à gouverner l'État. Hatch devint ainsi de facto le gouverneur de l'Illinois. Il fut réélu comme secrétaire d'État plus tard dans l'année et servit son second mandat sous Richard Yates, Sr.. Le mandat coïncida avec la guerre de Sécession, et Hatch supervisa le recrutement des troupes. C'était sous la recommandation de Hatch et du juge Jesse K. DuBois que Yates nomma Ulysses S. Grant – à l'époque un colonel inconnu – pour diriger les régiments de l'Illinois. Hatch rendit visite aussi aux soldats sur le champ de bataille, la plupart du temps voyageant avec le président Abraham Lincoln pour inspecter l'armée du Potomac,. Hatch cofonda la voie ferrée Hannibal-Naples en 1863, qui fut plus tard achetée par la Wabash Railroad.
Hatch déclina une réélection et se retira de la politique en 1865. Après l'assassinat de Lincoln, il voyagea le long de la côte Est pour lever des fonds pour la tombe de Lincoln à Springfield. Il fonda une grande ferme dans le comté de Sangamon et devint le vice président et le directeur de la Sangamon Loan and Trust Company. Il fonda la banque Hatch & Brother à Griggsville avec son frère Isaac en 1870. Il mourut dans sa maison de Springfield le 12 mars 1893.

## Vie privée
Hatch s'est marié avec Julia R. Enos, fille de Pascal P. Enos, un des cofondateurs de Springfield, en 1860. Ils ont eu trois enfants,.

## Source
- (en) Cet article est partiellement ou en totalité issu de l’article de Wikipédia en anglais intitulé « Ozias M. Hatch » (voir la liste des auteurs).